# Піф (персонаж)
Піф (фр. Pif, дослівно: «ніс») — ім'я собаки, головного героя французьких коміксів та мультфільмів для дітей.

## Народження персонажа
Автором Піфа є Жозе Кабреро Арналь (фр. José Cabrero Arnal), 7 вересня 1909 Барселона, Іспанія — 7 вересня 1982 Антіб, Франція), більш відомий під псевдонімом Арналь (Arnal).
Як художник Арналь дебютував у 1930 році в газеті «KKO e Pocholo», працюючи до того у різних сферах. Він створив серію малюнків, серед яких був маленький песик Топ, який пізніше став прототипом Піфа
Переховуючись від франкістів, Арналь потрапив у табір для біженців, пізніше потрапив у концентраційний табір Матхаузен, з якого був звільнений у 1945 році.
Арналь приїжджає до Парижа і влаштовується на роботу в газету французьких комуністів «Юманіте» (фр. L'Humanite), якій потрібен був художник коміксів. Редакція газети замовляє в Арналя щоденну шпальту, герой, якої отримує ім'я Піф (фр. Pif), а серія історій — «Песик Піф» (фр. Pif le chien).
Днем народження Піфа є 28 березня 1948 року. (Хоча існують й інші версії: 25 березня 1945 та 3 березня 1948).
Спочатку Піф слугував лише оформленням для статей. І лише у 1948 році стає самостійним персонажем з власними звичками та характером. Піф — це антропоморфний, розумний та симпатичний коричнево-жовтий пес. Піф — завжди веселий, він ніколи не засмучується і завжди допомагає своїй родині. Родина Піфа з'являється в коміксах одночасно з ним — це Дядько Тонтон (Tonton), тітка Тата (Tata), яка в російському варіанті відома під іменем Агата, їхній син Дуду (Doudou). Повною протилежністю та антиподом Піфа, є його запеклий ворог «капосний» чорно-білий кіт Геркулес (Hercule).
У 1976 році Геркулес став персонажем окремої серії коміксів.
Симпатичний Піф постійно потрапляє в комічні ситуації, героями яких є вся його родина і обов'язково Геркулес та інші герої. Однак, незважаючи ні на що, Піф завжди залишається переможцем, а негативні персонажі отримують своє цілком заслужене покарання.
У 1946 році Арналь створює нових персонажів — ведмедика Пласід та лисенятко Мюзо («Placid et Muzo») для видавництва Ваян (фр. Vaillant), яке у грудні 1952 року почало друкувати неопубліковані пригоди Піфа «Pif le chien» в кольорі. Після початку виходу пригод Піфа у новому журналі Арналь припиняє роботу над цим персонажем.
Роботу над щоденною шпальтою з коміксами продовжує Роджер Мас (Roger Mas — більш відомий під псевдонімом Roger Masmonteil).
23 лютого 1969 року «Песик Піф» («Pif le chien») перетворюється на «Піф Гаджет» (фр. Pif Gadget). В цей час журнал стає досить відомим у Європі, як один з найпопулярніших журналів коміксів. У 70-х та 80-х роках XX століття середній тираж видання сягав 500 тисяч примірників на місяць, а у квітні 1970 року, і в січні 1971 року було продано по одному мільйону копій.
Журнал був дуже популярним серед дітей, адже його героями були не лише Піф та Геркулес, але й інші персонажі (Пласід, Мюзо, Куік, Дісантім, Лео, Корін, Жано Піфу тощо).
У 1982 році журнал знову змінює назву — «Новий Піф», а пізніше, у 1986 році — «Піф». У 1992 році журнал припиняє своє існування. 
Лише через 12 років, у 2004 році журнал знову побачив світ і став називатися «Піф з сюрпризом». .
Однак популярність відновленого журналу не була такою ж, як колись. Його тираж ледь сягав 100 тисяч примірників, крім того, весною 2007 року почалися фінансові проблеми видавництва Pif Editions, що випускало цей журнал. На початку 2009 року борги сягнули 4 млн євро. 
У січні 2009 року в Парижі оголошено про ліквідацію журналу коміксів «Піф» (Pif Gadget), і він припиняє своє існування.
У 1989 році у Франції з'являється анімаційний серіал «Піф та Геркулес» (фр. Pif et Hercule). Кожна серія тривала 11 хвилин. Загальна кількість серій — 130. Режисер — Бруно Дезрасе(фр. Bruno Desraisses).

## Піф в СРСР
В 1960-х — 1970-х роках у Москві, в книжковому магазині на вулиці Весніна, у відділі зарубіжних видань можна було придбати свіжі номери журналу «Піф», а також альбоми та кишенькові видання пригод Піфа. В СРСР Піф став дуже популярним завдяки перекладам, які друкувалися з кінця 50-років та діафільмам. Авторами переказів були Є. А. Жуковська (її п'єса «Пригоди Піфа» ставилася у дитячих театрах), М. Б. Астрахан, пізніше — Г. Б. Остер  ). Ілюстрації у виконанні відомого художника Володимира Сутєєва успішно конкурували з оригіналом.
Відомим став і грамзапис за згаданою п'єсою, в якій брали участь відомі радянські актори: Піф — Г.Віцин, Дядько Цезар — Р.Плятт, Тітка Агата — О.Понсова та інші. Крім того, окремі пригоди Піфа та Геркулеса друкувались у вигляді комікса на сторінках журналу «Наука і життя» . В 1970 році творчим об'єднанням «Екран» було знято ляльковий мультфільм «Пригоди Піфа» (режисер Дмитро Бабіченко).
У 1976 році у видавництві «Прогрес» українською мовою вийшла книжка для дітей дошкільного віку «Нові пригоди Піфа». Ілюстрації до книги виконав Володимир Сутєєв, переклад з польської здійснив Микола Воськал. 

## Піф в незалежній Україні
У репертуарі Київського Державного Академічного театру ляльок є вистава «Пригоди Піфа», режисер Ю.Сікало. 
26 грудня 2009 року на сцені Харківського Державного Академічного Драматичного Театру ім. Т. Г. Шевченка відбулася прем'єра музичної казки «Веселі пригоди Піфа», режисером якої є О. Ковшун 